# Саша Вуянич
Саша Вуянич (серб. Саша Вујанић / Saša Vujanić; 23 січня 1979, Сремска-Митровиця) — сербський югославський весляр-байдарочник, виступав за збірні Югославії, Сербії та Чорногорії наприкінці 1990-х — на початку 2000-х років. Учасник літніх Олімпійських ігор у Сіднеї, багаторазовий переможець і призер регат національного значення. Нині проживає в Австралії.

## Біографія
Саша Вуянич народився 23 січня 1979 року в місті Сремска-Мітровіца автономного краю Воєводина, Югославія. Активно займатися веслуванням почав з раннього дитинства, проходив підготовку в місцевому спортивному клубі, неодноразово ставав чемпіоном на міських змаганнях з веслування на байдарках і каное.
Першого серйозного успіху на дорослому міжнародному рівні добився в сезоні 2000 року, коли потрапив в основний склад сербсько-чорногорської національної збірної і завдяки низці вдалих виступів удостоївся права захищати честь країни на літніх Олімпійських іграх у Сіднеї. Стартував тут в заліку чотиримісних байдарок на дистанції 1000 метрів спільно з партнерами по команді Драганом Зоричем, Ігором Ковачичем і Йожефом Шоті — вони з шостого місця кваліфікувалися на попередньому етапі, потім на стадії півфіналів показали третій результат і пробилися в фінал. У вирішальному фінальному заїзді, тим не менш, прийшли до фінішу останніми дев'ятими, відставши від переможця екіпажу з Угорщини більш ніж на сім секунд.
По закінченні сіднейської Олімпіади Вуянич не став повертатися з Австралії в Югославію, де в той час йшов напружений військовий конфлікт. Він оселився в одному з районів Сіднея, працював вчителем фізкультури в загальноосвітній школі, згодом отримав посвідку на проживання й австралійське громадянство. Регулярно брав участь у різних аматорських і ветеранських змаганнях з веслування, так, у 2011 році брав участь у чемпіонаті світу з веслування у відкритому океані на Гаваях, подолав дистанцію 51 км і посів у загальному заліку шосте місце.